# Веслачки клуб Графичар
Веслачки клуб „Графичар“ основан је 3. септембар 1905. године у тадашњој Краљевини Србије као први спортски клуб од стране Синдиката графичара под именом „Типографски весларско-пливачко -пецарошки клуб“.

## Историја
Иницијатор оснивања клуба био је Вилхелм К.Пипал, једна од виђенијих личности тог доба, функционер синдикалног покрета, а у том периоду у раду клуба учествовао је и чувени математичар,академик и заљубљеник у реке Михаило Петровић-Алас.
Клуб је у даљем периоду постојао као место за спортску и рекреативну активност, не само радника, већ и свих грађана Београда,од најмлађих основаца, преко средњошколаца и студената, како женских тако и мушких.Раних седамдесетих година, тачније 1970. на тадашњем Сениорском првенству Југославије се и појавио двојац без кормилара у саставу Зоран Видаковић и Владимир Томић, који је освојио златну медаљу, први значајнији такмичарски успех клуба.
А да ће у будућности бити још бољих резултата, видело се већ почетком осамдесетих, са доласком тренера Љубомира Василијевића у клуб, када је почела ера и врхунских резултата, почев од првака Југославије у јуниорској конкуренцији, преко титула у сениорској категорији на државним првенствима. Треба напоменути да је у тим годинама на месту Председника клуба био истакнути спортски радник инг.Илијевић Стојмир-Герила.
Финале Олимпијских игара у Сеулу 1988. године и VI место се издваја као највећи резултат клуба, када су чланови Графичара  Владимир Бањанац и Лазо Пивач, са тренером Василијевићем, у комбинованој посади четверца са кормиларом Југославије(Златко Целент, Сеад Марушић из ВК“Гусар“-Сплит, са кормиларом Дариом Вардом из ВК“Јадран“ Задар). Чар спортског успеха ВК Графичар из тог времена плени један куриозитет - на Првенству Југославије за сениоре у осмерцу три године за редом -1987.,1988. и 1989.-, ВК Графичар је освајао златне медаље.
Рад клуба у данашње време базира се на активностима веслања, подељеним у три области:
- такмичарско веслање у женској и мушкој конкуренцији у четири старосне категорије (пионири,кадети,јуниори,сениори)
- школа веслања коју похађају почетници
- рекреативно веслање и активност рекреације за све узрасте и грађане Београда